# Populatie (biologie)
Een populatie is in de biologie een groep individuen van dezelfde soort in een habitat of ander geografisch begrensd gebied. De grootte van dit gebied hangt samen met de mobiliteit van de soort: alle individuen binnen een populatie moeten in staat zijn elkaar tegen te komen. De geslachtsrijpe individuen in de populatie zijn daarmee in theorie in staat zich met elkaar voort te planten.
De grootte van een populatie varieert, maar lijkt op de lange duur om een bepaald evenwicht te schommelen. De populatiegrootte hangt af van:
- de vruchtbaarheid en geboorten: het aantal nakomelingen of eieren per vrouwelijk individu
- de mortaliteit, de afname van het aantal individuen in een tijdseenheid door sterfte
- de migratie: de uitwisseling van individuen tussen populaties van een soort, te weten
  - immigratie: het zich vestigen in een populatie in een ander gebied.
  - emigratie: het zich vestigen uit een populatie in een ander gebied.

Veel van deze factoren zijn afhankelijk van de populatiedichtheid en worden gereguleerd door biotische factoren als de aanwezigheid van voedsel, de aanwezigheid van predatoren, het voorkomen van ziekten en van abiotische factoren als minimum en maximumtemperatuur, regenval, duur van sneeuwbedekking.